# Voorland (geologie)
Het voorland (Engels: foreland) is in de geologie (meer precies in de geodynamica) het gebied dat langs een gebergte of subductiezone ligt, aan de kant van de subducerende plaat. Het gebied aan de kant van de overrijdende plaat wordt het hinterland of achterland genoemd.
Boven een subducerende plaat ontwikkelt zich een accretiewig waar korstverdikking plaatsvindt door middel van overschuivingen en plooiing, die het gevolg zijn van compressieve spanningen. De massa van de accretiewig drukt op de plaat en zorgt ervoor dat het isostatisch evenwicht verandert en de plaat verder doorbuigt (men zegt dat de flexuur van de plaat groter wordt). Dit zorgt voor tektonische bodemdaling (subsidentie) in het voorland. Voor de accretiewig ligt daarom een sedimentair bekken. Deze typen bekkens worden voorlandbekkens genoemd.